# Urs von Arx
Urs von Arx (ur. 1943 w Solurze) – szwajcarski duchowny starokatolicki, profesor teologii, emerytowany profesor zwyczajny Wydziału Teologicznego Uniwersytetu w Bernie, doktor honoris causa Chrześcijańskiej Akademii Teologicznej w Warszawie.

## Życiorys
W latach 1964–1971 studiował teologię w uczelniach w Bernie, w Paryżu i w Oxfordzie. Następnie został proboszczem we Fricktal. Od 1986 był profesorem nadzwyczajnym, a od 1993 profesorem zwyczajnym Nowego Testamentu, homiletyki i historii starokatolicyzmu na uniwersytecie w Bernie. Na emeryturę uniwersytecką przeszedł w 2008. Był członkiem międzynarodowych komisji dialogu ekumenicznego ze strony starokatolickiej z Kościołem rzymskokatolickim, Kościołami prawosławnymi, Kościołami anglikańskimi i Kościołem Szwecji.
W 1996 Senat Chrześcijańskiej Akademii Teologicznej w Warszawie nadał mu tytuł doktora honoris causa.